# Baguio
Baguio (dříve Kafagway) je město na Filipínách. Leží ve vnitrozemí ostrova Luzon v nadmořské výšce okolo 1500 metrů, díky tomu má mírné podnebí a je vyhledáváno turisty. V době americké nadvlády bylo Baguio letním hlavním městem Filipín. Díky okolním lesům má přezdívku „město borovic“. Název pochází ze slova „bigaw“, které v jazyce ibaloi znamená mech. Město také proslavil květinový Panagbenga Festival. Baguio je sídlem univerzity a vojenské akademie.
Město má okolo 350 000 obyvatel. Většina z nich vyznává katolicismus, město je sídlem diecéze a má katedrálu Panny Marie vysvěcenou roku 1936.
V roce 1978 hostilo Baguio finále mistrovství světa v šachu, v němž Anatolij Karpov porazil Viktora Korčného.
V roce 1990 bylo město a jeho okolí vážně poničeno zemětřesením.